# Alberico I di Spoleto

Stemma dei conti di Tuscolo

Alberico di Spoleto (... – Orte, 924) fu conte dei Marsi (dall'875), marchese di Toscana e Camerino (889)  e duca di Spoleto (897).

## Biografia
Cavaliere di origine germanica di oscure ascendenze, dopo aver conseguito importanti successi militari, e dopo aver eliminato il suo antagonista Guido IV di Spoleto, riuscì a controllare buona parte del centro Italia.
Nel 914 Alberico e il suocero Teofilatto diedero appoggio alla coalizione creata da papa Giovanni X che nel 915, insieme alle truppe pontificie e a quelle di altri principi meridionali, sconfisse i Saraceni al Garigliano. Grazie a questa vittoria Alberico venne nominato console di Roma ed ebbe dal suo alleato Teofilatto la mano di sua figlia Marozia, figlia di Teodora I, con la quale forse aveva già una relazione extraconiugale, dalla quale ebbe cinque figli: 
1. Giovanni (che, pur essendo stato legittimato come suo figlio[2], molti storici ritengono però figlio illegittimo di Marozia e papa Sergio III), divenuto poi papa Giovanni XI,
2. Alberico di Roma,
3. Costantino,
4. Sergio,
5. Deodato (padre di papa Benedetto VII).

## Alberico di Spoleto nella storiografia
Gli storici sono divisi sull'ammettere la presenza di Alberico nella congiura contro papa Giovanni X avvenuta a Roma nel 924.
Ferdinand Gregorovius ipotizza che Alberico (rimasto unico leader di Roma dopo la morte dei suoceri Teofilatto (924 ca.) e Teodora (916)), che da tempo covava un sentimento di rivalsa sul papa, animosità favorita dalla moglie Marozia, possa essere stato protagonista del colpo di mano. Ma egli stesso non manca di osservare come non esistano documenti coevi che dimostrino che Alberico fosse ancora in vita dopo il 917.
Secondo Claudio Rendina, invece, le cronache riportano che nel 924 Alberico riuscì ad impadronirsi di Roma e ad imporre la propria autorità, ma in breve tempo Giovanni X si riorganizzò e lo costrinse alla fuga. Alberico si rifugiò a Orte, dove però fu assalito e ucciso dagli Ungari da lui stesso chiamati in aiuto per la riconquista di Roma.
Altri storici contemporanei, Girolamo Arnaldi e Claudia Gnocchi, hanno invece escluso un ruolo attivo di Alberico nella congiura contro il papa. Il primo (biografo di Alberico) ricorda che non c'è alcun documento che attesti la data di morte del duca spoletino. La Gnocchi (biografa di Giovanni X), ancor più esplicitamente, ricorda come Marozia fosse vedova di Alberico nel 925 e che si risposò con Guido di Toscana.

## La successione nel ducato di Spoleto
Dopo Alberico I, il successore al ducato di Spoleto non fu il figlio Alberico II. Quest'ultimo, infatti, non ereditò il titolo ducale. A rigore, quindi, egli non avrebbe dovuto portare il numero ordinale "II", come invece è comunemente conosciuto.
Alberico II, invece, meglio noto come Alberico di Roma, va considerato come il discendente a tutti gli effetti in senso medievale del potente casato romano dei Teofilatti.